# Volkswagen W12
El Volkswagen W12 (antes conocido como el Volkswagen Nardò, con referencia al Centro Sperimentale Nardò, cerca de la ciudad italiana de Nardò) fue un prototipo de automóvil superdeportivo creado por la fábrica alemana Volkswagen en 1997.

## Especificaciones técnicas
Posee un motor en W de 12 cilindros y 5.6 litros de cilindrada que produce 414 Cv de potencia y tracción a las cuatro ruedas.

### 1997 Volskwagen W12 Syncro
En 1997 apareció el primer prototipo de la línea W12, denominado como W12 Syncro, presentado en el salón de Tokio, con un color chillón amarillo, el diseño de la carrocería fue dado por Ferdinand Piëch a Giorgietto Giugiaro, de Italdesign.
- Longitud: 4400 mm
- Ancho: 1920 mm
- Altura: 1100 mm
- Distancia entre ejes: 2.530 mm
- Posición del motor: Trasero-central longitudinal
- Tracción: en las cuatro ruedas
- Motor: 5.600 centímetros cúbicos (341,7 pulgadas cúbicas) W12
- Potencia: 309 kW (420 PS, 414 CV)

### 1998 Volkswagen W12 Roadster
En el Salón de Ginebra de 1998 Volkswagen se preparó una nueva variante del modelo en versión cabrío a esta unidad prototipo se le denominó como W12 Roadster. Aparte de la ausencia del techo, el resto de la máquina se mantuvo sin cambios, excepto el color de la carrocería, que pasó a ser rojo intenso.
- Longitud: 4400 mm
- ancho: 1920 mm
- Altura: 1100 mm
- Distancia entre ejes: 2.530 mm
- Posición del motor: Trasero-central longitudinal
- Tracción: tracción trasera
- Motor: 5.600 centímetros cúbicos (341,7 pulgadas cúbicas) W12
- Potencia: 309 kW (420 PS, 414 CV)

### 2001 W12 Nardó
En el año 2001, en el Salón del Automóvil de Tokio, el Grupo Volkswagen lanzó el automóvil W12 deportivo más potente hasta entonces, sin embargo, en naranja brillante (en ese momento también conocido como el W12 Nardò). El motor, con una cilindrada de 6.0 litros, produce 441 kilovatios (600 PS, 591 CV) y 621 Nm de par motor. Puede acelerar de 0 a 100 kilómetros por hora (62,1 mph) en aproximadamente 3,5 segundos, y tiene una velocidad máxima de 350 kilómetros por hora (217.4 mph). Su peso es de solo 1.200 kilogramos (2.646 libras). Fue uno de los concept cars más rápidos en el mundo. Fue creado por Charlie Adair.

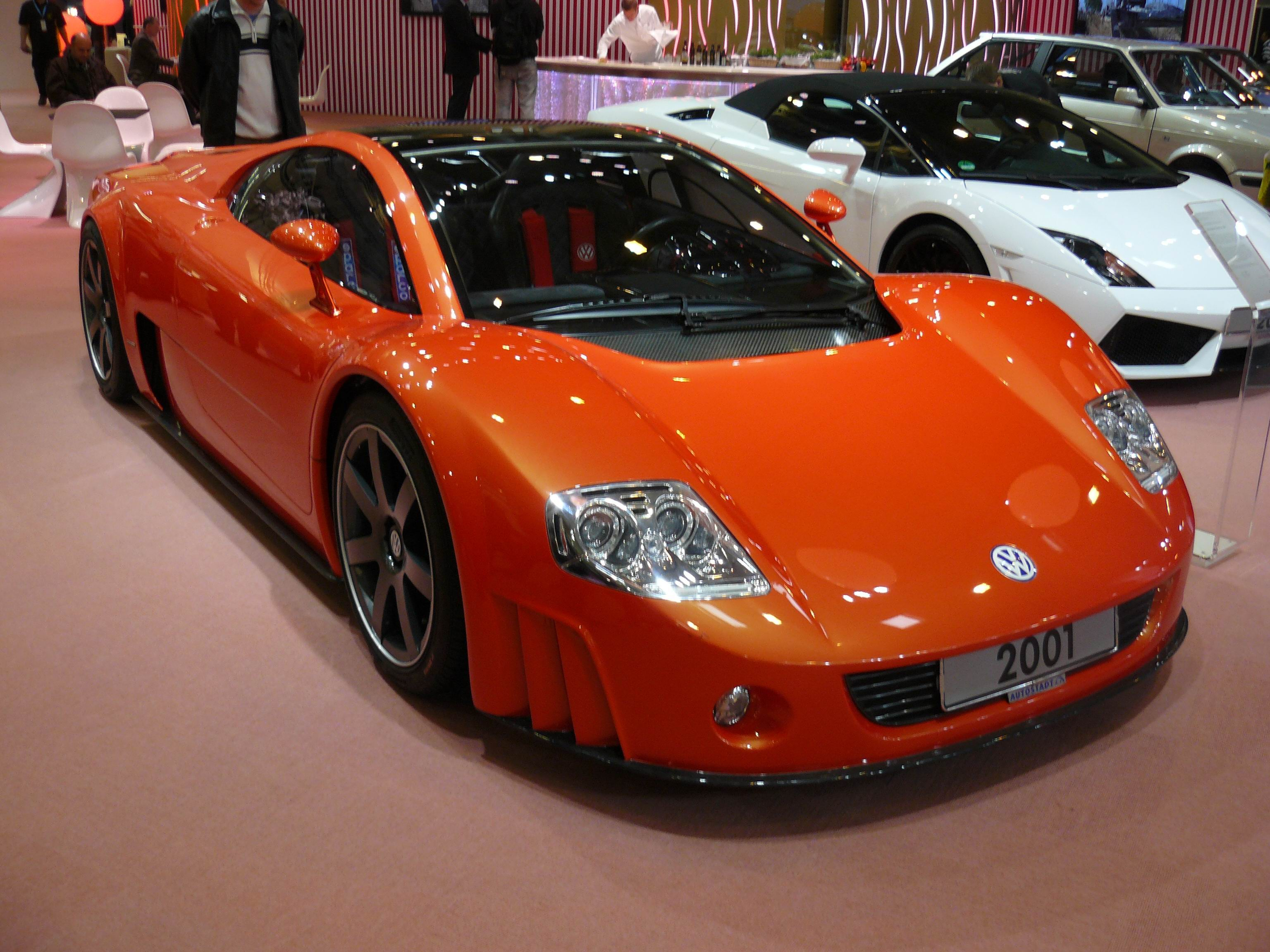
2001 W12 Nardó
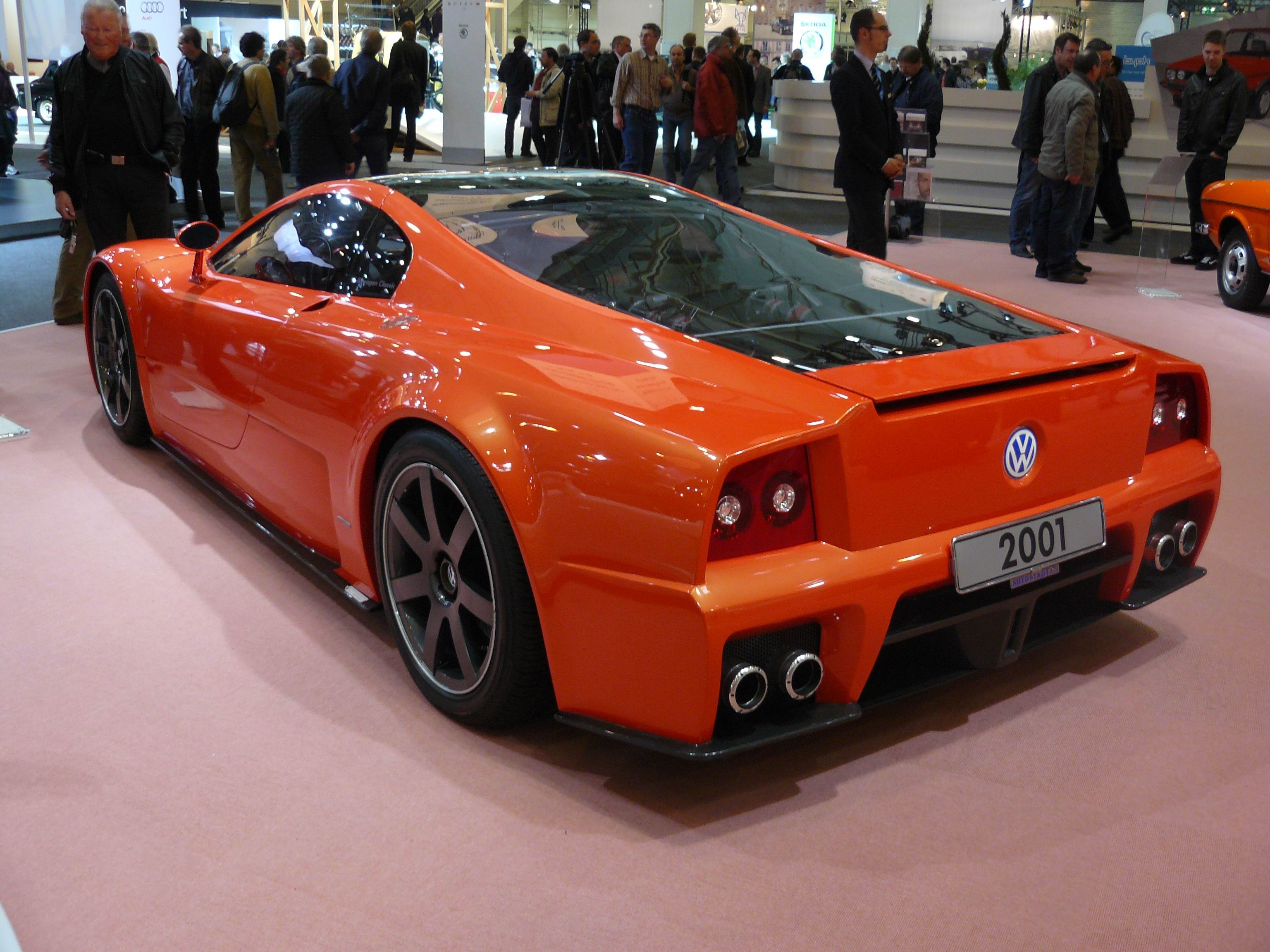
2001 W12 Nardó vista posterior

### 2002 W12 Record
En 2002 se preparó una versión extrema del W12 Nardò denominada W12 Record , con el cuerpo negro y el marco tanto en fibra de carbono , y un nuevo peso del motor de solo 239 kg. Aunque el objetivo de la casa era utilizar el coche en la pista en Nardò exclusivamente a analizar y probar la solidez del chasis y la mecánica, y la fiabilidad del motor de 12 cilindros, el W12 logró batir todos los récords de velocidad establecidos por Nardò unos meses antes. El prototipo ǵiró durante 24 horas recorriendo 7.740,576 km, a una velocidad promedio de 322,891 km/h.

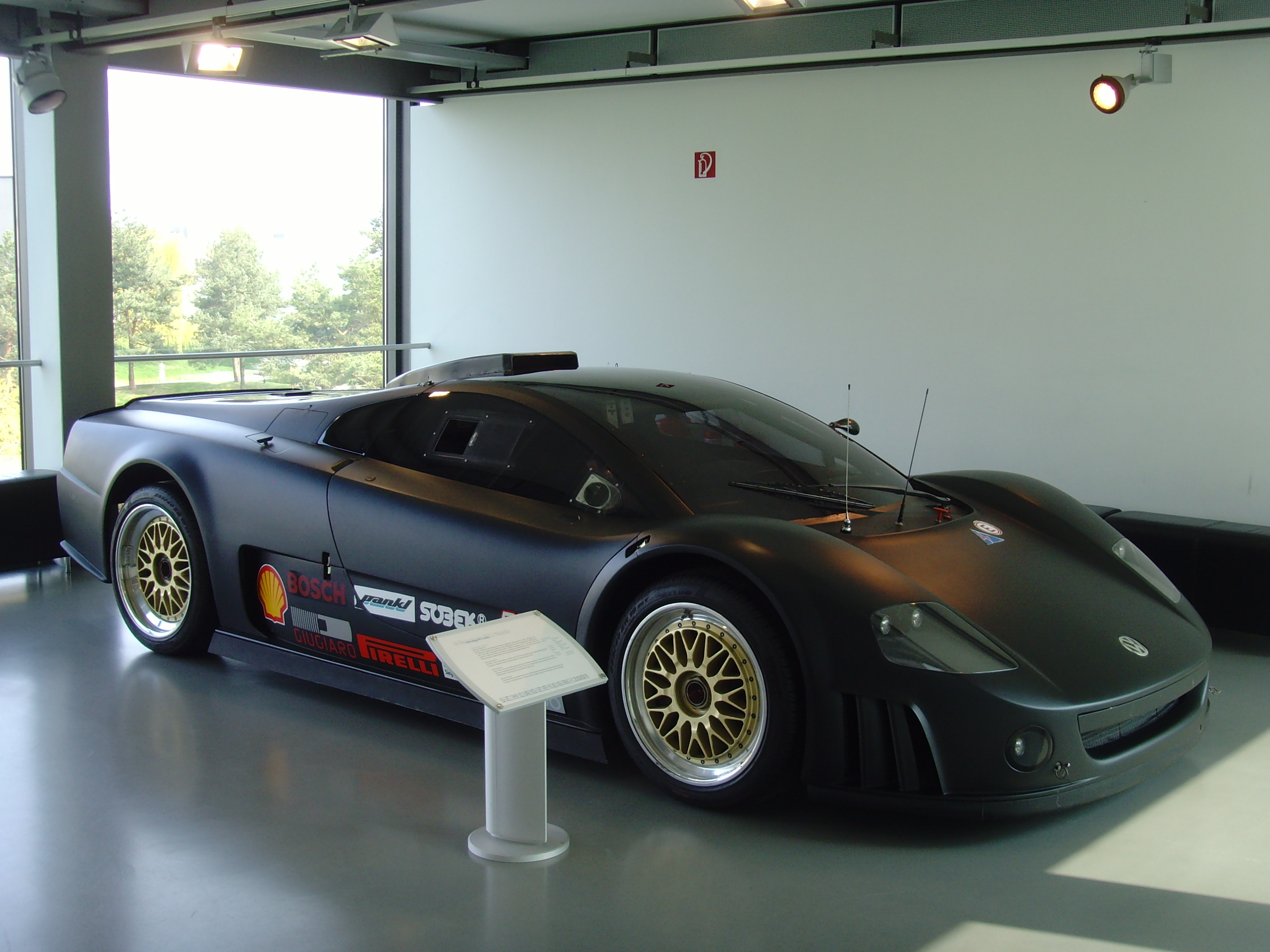
2002 W12 Record
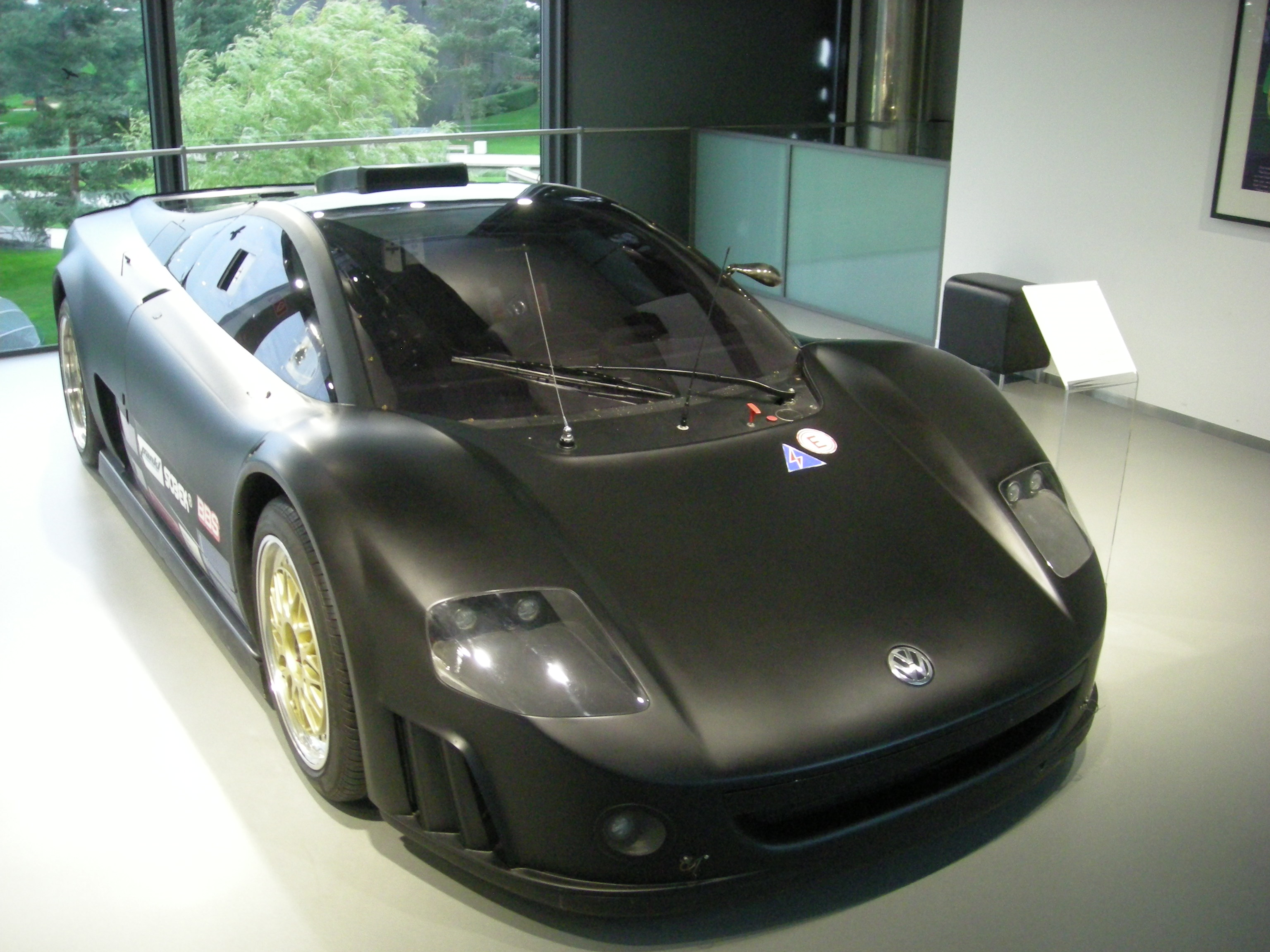
2002 W12 Record vista frontal

### Volskwagen Nardò Preserie
En 2002 la marca plantea sacar el modelo de producción con una serie limitada de 150 unidades hasta 2004. El cual se empezaría hacer el estudio para sacar los primeros modelos preserie. En este punto, a pesar de la entrada en producción de la W12 era factible, el jefe de la compañía no dio el consentimiento para llevar a cabo el proyecto. El grupo automovilístico alemán, mientras tanto, se había completado la adquisición de las marcas premium  Bentley, Bugatti y Lamborghini, por lo que finalmente se suspendió el proyecto.